# Arzheim (Landau)
Arzheim ist ein Stadtteil von Landau in der Pfalz in Rheinland-Pfalz.

## Lage
Arzheim befindet sich im Westen der Gemarkung der Stadt Landau in der Pfalz in der Region Weinstraße. Nördlich des Siedlungsgebiets verläuft in Ost-West-Richtung der Ranschbach. Im Südwesten der Gemarkung befindet sich die als Naturschutzgebiet ausgewiesene Kleine Kalmit. Unweit der Gemarkungsgrenze zur Ortsgemeinde Ranschbach befindet sich mit dem Kühungerbrunnen außerdem ein Naturdenkmal.

## Geschichte
Den ersten urkundlichen Beleg findet man 1250 im Speyerer Nekrologienbuch als Arbotsheim. Zeitweise gehörte der Ort in der Folgezeit zum Kämmerlehen der Leininger. Arzheim gehörte zur Herrschaft der Madenburg, bei der bis Mitte des 14. Jahrhunderts die Speyerer Fürstbischöfe die Besitznachfolge antraten und diese bis Ende des 18. Jahrhunderts innehatten, jedoch war die Gemeinde bereits 1765 unter französischer Souveränität.
Von 1798 bis 1814, als die Pfalz Teil der Französischen Republik (bis 1804) und anschließend Teil des Napoleonischen Kaiserreichs war, war Artzheim – so die damalige Schreibweise – in den Kanton Landau eingegliedert. 1814 hatte der Ort insgesamt 923 Einwohner. Von 1818 bis 1862 war der Ort – weiterhin als Bestandteils des Kantons Landau – Bestandteil des Landkommissariat Landau, das anschließend in ein Bezirksamt umgewandelt wurde. 1832 stellten Teilnehmer des Hambacher Festes aus Arzheim nach ihrer Rückkehr einen Freiheitsbaum auf.
1939 wurde der Ort in den Landkreis Landau eingegliedert. Nach dem Zweiten Weltkrieg wurde Arzheim innerhalb der französischen Besatzungszone Teil des damals neu gebildeten Landes Rheinland-Pfalz. Im Zuge der ersten rheinland-pfälzischen Verwaltungsreform wechselte der Ort am 7. Juni 1969 in den neu geschaffenen Landkreis Landau-Bad Bergzabern. Lediglich drei Jahre später, am 22. April 1972, wurde er bereits in die kreisfreie Stadt Landau in der Pfalz eingemeindet.

## Politik

### Ortsbeirat
Für den Ortsteil Arzheim wurde ein Ortsbezirk gebildet. Dem Ortsbeirat gehören 15 Mitglieder an, den Vorsitz im Ortsbeirat führt der direkt gewählte Ortsvorsteher.
Bei der Kommunalwahl am 9. Juni 2024 wurden die Beiratsmitglieder in einer personalisierten Verhältniswahl gewählt. Die Sitzverteilung im gewählten Ortsbeirat:
| Wahl | SPD | CDU | Grüne | FWG | Gesamt   |
| ---- | --- | --- | ----- | --- | -------- |
| 2024 | 4   | 4   | 2     | 5   | 15 Sitze |
| 2019 | 4   | 4   | 3     | 4   | 15 Sitze |
| 2014 | 6   | 4   | –     | 5   | 15 Sitze |
| 2009 | 5   | 6   | –     | 4   | 15 Sitze |

- FWG = Freie Wählergruppe Landau e. V.

### Ortsvorsteher
Aktueller Ortsvorsteher ist seit dem 3. September 2024 Michael Richter (FWG). Er wurde bei der Stichwahl am 23. Juni 2024 mit einem Stimmenanteil von 65,3 % gegen den bisherigen Amtsinhaber Klaus Kißel (SPD) gewählt, nachdem bei der Direktwahl am 9. Juni keiner der ursprünglich drei Bewerber eine ausreichende Mehrheit erreicht hatte.

## Infrastruktur
Arzheim lebt zu einem großen Teil vom Weinbau.
Der Ort ist über die Buslinie 530 des Verkehrsverbundes Rhein-Neckar, die ihn mit dem Landauer Hauptbahnhof sowie mit Ranschbach (ab Ranschbach weiter als Linie 520 nach Landau Hauptbahnhof über Siebeldingen und Godramstein) verbindet, an den Nahverkehr angeschlossen. Zudem ist Arzheim nördlicher Ausgangspunkt der Landesstraße 510, die den Ort mit Wollmesheim, Mörzheim und Heuchelheim-Klingen verbindet.
Im äußersten Westen verläuft in Nord-Süd-Richtung die Deutsche Weinstraße für wenige hundert Meter über die Arzheimer Gemarkung, jedoch ohne dabei das Siedlungsgebiet zu berühren. Mit der Arzheimer Hauptstraße sowie dem Albersweiler Kanal im Nordosten der Gemarkung existieren vor Ort zwei Denkmalzonen; hinzu kommen insgesamt 23 Einzeldenkmäler.
Zudem verfügt Arzheim über eine Grundschule.

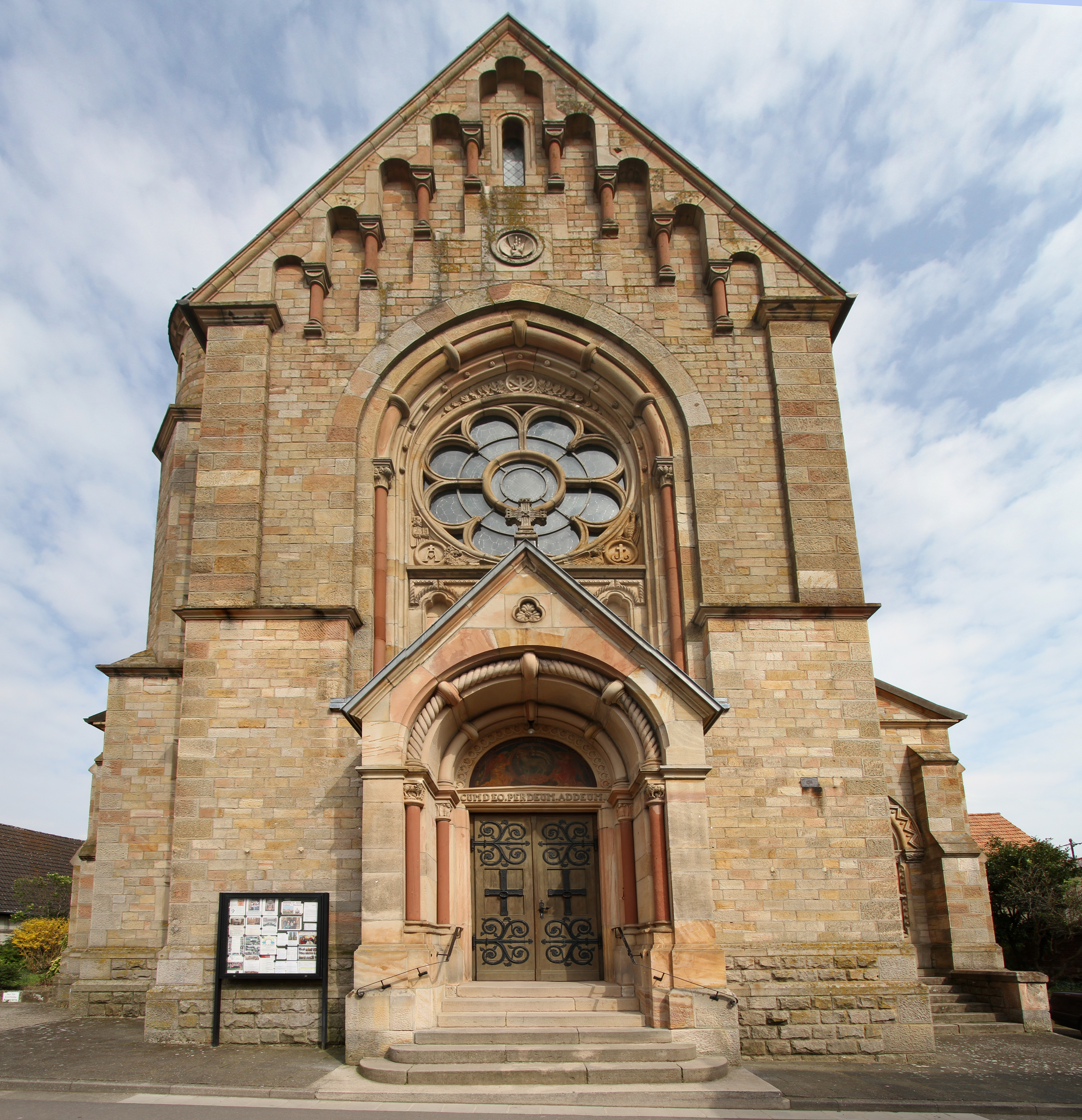
Westfassade von St. Georg in Arzheim

## Kultur
Anfang April findet an einem Sonntag jährlich der Laetare-Umzug statt.

## Persönlichkeiten

### Söhne und Töchter des Ortes
- Franz Joseph Lauth (1822–1895), Pädagoge, Orientalist und Fachautor
- Ludwig Maria Hugo (1871–1935), 1921–1935 Bischof von Mainz; vehementer Gegner der NS-Ideologie
- Alfred Joseph Koch (1879–1951), Benediktiner, Kanzler der katholischen Universität Peking, später Erzabt der Abtei St. Vincent, Pennsylvania, USA
- Johann Weber (1879–1916), katholischer Priester, Lokalhistoriker

### Personen, die vor Ort gewirkt haben
- Emich IV. (~1215–vor 1279), im 13. Jahrhundert Besitzer von Arzheim
- Josef Freiermuth (1901–1994), war ab 1927 Lehrer vor Ort.
- Jakob Schwalb (1872–1934), zeitweise Kaplan in Arzheim